# Jesús Nazareno (Mendoza)
Jesús Nazareno es una localidad ubicada en el departamento Guaymallén de la provincia de Mendoza, Argentina. 
Limita al norte con la avenida de Acceso, al este con el Canal Pescara, al sur con calle San Francisco del Monte, y al oeste con calle Curupaytí. Tiene 3,63 km² de superficie. La avenida de Acceso Sur actúa como interdepartamental. Sus arterias primarias son: Elpidio González, 9 de Julio y Tapón Moyano. Sus arterias secundarias son:  Pedro Goyena, San Francisco del Monte, Curupayti, y Castro.
Cuenta con dos escuelas, una biblioteca pública, dos centros de salud, y posee un destacamento policial. 

## Población
Con 6865 habitantes (Indec, 2001), forma parte del componente Guaymallén del área metropolitana del Gran Mendoza.

## Sismicidad
La sismicidad del área de Cuyo (centro oeste de Argentina) es frecuente y de intensidad muy alta, con un silencio sísmico de terremotos medios a graves cada 20 años.
- Sismo de 1861: aunque dicha actividad geológica catastrófica ocurre desde épocas prehistóricas, el terremoto del 20 de marzo de 1861 (164 años), con 12 000 muertes,[2] señaló un hito importante dentro de la historia de eventos sísmicos argentinos ya que fue el más fuerte registrado y documentado en el país. A partir del mismo los sucesivos gobiernos mendocinos y municipales han ido extremando cuidados y restringiendo los códigos de construcción.[1] Con el terremoto de San Juan del 15 de enero de 1944 (81 años) los gobiernos tomaron estado de la enorme gravedad crónica de sismos de la región.
- Sismo de 1920: de 6,8 de intensidad, destruyó parte de sus edificaciones y abrió numerosas grietas en la zona. Hubo 250 muertes por destrucción de casas de adobe[2][1]
- Sismo del sur de Mendoza de 1929: muy grave, y al no haber desarrollado ninguna medida preventiva, a pesar de haber transcurrido solo nueve años del anterior, mató a 30 habitantes por la caída de casas de adobe[1]
- Sismo de 1985: fue otro episodio grave,[3] de 9 s de duración, derrumbando el viejo Hospital del Carmen de Godoy Cruz.

## Historia
Este distrito se asentó en terrenos que originalmente pertenecieron a don Félix Pescara y su señora Escolástica Ilarnes. Antiguamente era costumbre entre las familias que poseían propiedades, construir en ellas una capilla a la advocación de Jesús Nazareno.
Al igual que en otras épocas, las viejas campanas de la capilla del lugar, forjadas en 1883, continúan llamando a misa a las familias que constituyen la población permanente de la zona. Una de las construcciones más llamativas y de interés es la capilla, edificación clásica del siglo XIX, construida en adobe, caña, barro, techo con cabriadas hechas a mano y pendientes a dos aguas. Con el transcurso del tiempo su estructura fue modificándose debido a las inclemencias del tiempo.

## Economía
- La actividad comercial de esta zona se relaciona con la Industria Vitivinícola, elaboración de aceitunas, y depósitos de maderas.

- Mercado cooperativo Acc. Este es un predio comercial de más de 9 hectáreas de dinámico crecimiento económico que vincula en forma directa productores frutihorticolas con compradores minoristas y mayoristas locales y nacionales.

- Fabricación de barricas: La tonelería artesanal un oficio milenario de la mano de una empresa local que ayuda a los enólogos a fermentar y a guardar vinos de calidad, logrando respetar los aromas y sabores varietales que luego serán degustados en el mundo entero.

- Se pueden ver importantes desarrollos inmobiliarios de tipo residencial debido a que se encuentra estratégicamente localizado a pocos minutos de la capital de Mendoza.